# 高家驥

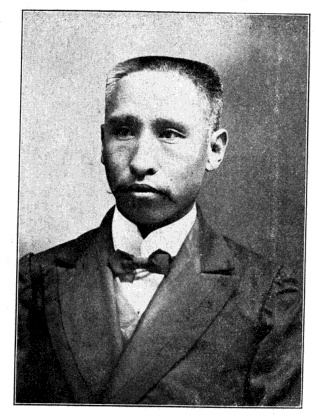
高家驥

高家骥（1875年—?）字季喆，黑龙江巴彦人。中华民国政治人物。

## 生平
高家骥毕业于京师法政专门学校法律科。1912年，他任北京临时参议院议员。1913年，任民元国会参议院议员。1928年任黑龙江省政府委员兼黑龙江省農礦廳厅长。